# Oh, Johnny!
Oh, Johnny! es una película muda de género cómico y wéstern de 1918 dirigida por Ira M. Lowry y protagonizada por Louis Bennison, Alphonse Ethier, Edward Roseman, John Daly Murphy, Frank Goldsmith, y Virginia Lee. La película fue estrenada por Goldwyn Pictures el 22 de diciembre de 1918.

## Reparto
- Louis Bennison como Johnny Burke
- Alphonse Ethier como John Bryson
- Edward Roseman como Charlie Romero
- John Daly Murphy como Van Pelt Butler
- Frank Goldsmith como Earl of Barncastle
- Virginia Lee como Adele Butler
- Anita Cortez como Dolores
- Louise Brownell como Mrs. Van Pelt Butler
- Russell Simpson como el padre de Adele
- Frank Evans (Sin acreditar)
- Ralph Nairn (Sin acreditar)

## Preservación
Una copia de Oh, Johnny! permanece en el Museo del Arte Morderno.